# 韋爾博洛濟
49°48′2″N 28°51′18″E / 49.80056°N 28.85500°E
韋爾博洛濟（烏克蘭語：Верболози），是烏克蘭的村落，位於該國西南部文尼察州，由赫米利尼克區負責管轄，始建於1780年，面積1.43平方公里，海拔高度261米，2001年人口459，人口密度每平方公里320.98人。